# DigitaltMuseum
Das DigitaltMuseum ist eine öffentliche Datenbank in Norwegen mit Sammlungen der nationalen Kunst- und Kulturgeschichte und Museen. Die Einrichtung wurde 2009 gegründet, nach einer einjährigen internen Probezeit. Die Datenbank wurde entwickelt und betrieben von KulturIT ANS, im Besitz von Maihaugen, und dem Norsk Folkemuseum. Die Entwicklung wird von Norsk kulturråd (zuvor von ABM-utvikling) gefördert. Für schwedische Museen wurde ebenfalls ein solches Digital-Museum gegründet. Das Ziel des Museums ist eine freie digitale Sammlung des Museums zur allgemeinen Verfügung für eine breite Öffentlichkeit und alle Interessierten, unabhängig von Zeit und Ort.
Seit dem 1. September 2012 kann man über die Suche (søke) zu etwa 1 Million Objekten aus über 90 Museen suchen. Das Material umfasst rund 675.000 Fotos, 275.000 Objekte, 16.000 Kunstwerke, 2.500 Design-Objekte, 1.650 Architekturzeichnungen und Modelle und 180 Bauwerke. Auf längere Sicht soll es auch um Sammlungen von Film-, Video- und Tonaufnahmen erweitert werden.

## Öffentliche Verzeichnisse
Die Sammlung des neu geschaffenen digitalen Museums wurde aufgebaut, um eine breite Dokumentation und Grundlage für die Erforschung des norwegischen Kulturerbes zu stellen. Meist kann in den norwegischen Museen und anderen ähnlichen Institutionen auf Grund von Platzkapazitäten immer nur ein kleiner Teil dieser Sammlungen in Ausstellungen präsentiert werden. Das Digital-Museum versteht sich als eine Mittel und Maßnahme, dem Abhilfe zu schaffen, um die Öffentlichkeit mit einem breiten Spektrum und begrenzten offenen Zugang zu den Sammlungen zur Verfügung stellen sowie zu präsentieren. Ausgenommen sind Materialien oder Informationen bzw. Einträge die im Interesse der individuellen Privatsphäre geschützt werden.
Am meisten frequentiert werden die Seiten des DigitaltMuseum immer an Sonntagen.

## Kooperationen
Grundsätzlich sind die Museum-Verzeichnisse für das eigene Museumspersonal bestimmt. Um für Laien und wie auch Gelehrte die Verzeichnisse interessanter zu machen, haben der Norsk kulturråd und KulturIT in Zusammenarbeit mit anderen norwegischen Museen ein Projekt gestartet, um die Suche im DigitaltMuseum zu den verschiedenen anderen Quellen der Informationen Online miteinander zu verbinden. Des Weiteren wurde eine Kooperation mit der norwegischsprachigen Wikipedia in den Sprachversionen der Wikipedia auf Bokmål/Riksmål (norwegisch Norsk Wikipedia på bokmål og riksmål) eingerichtet. Zugleich werden auch die Links von einem digitalen Objekt zu einem entsprechenden Artikel in erster Linie zur Wikipedia gesetzt. Dem Norsk Folkemuseum fehlen zurzeit etwa 1550 Verweise, zu denen es keine entsprechenden Informationen zu den Katalog-Karteien gibt, die verwendet werden können. Freie Mitarbeiter aus der Wikipedia können genau an dieser Stelle letztendlich diese fehlenden Informationen und das Fachwissen beisteuern. Neue norwegische Wikipedia-Artikel werden nach einer Verifizierung mit den einzelnen Online gestellten Objekten bzw. Bilddateien (zu Personen, Technik, Kunstgegenständen, Kultur usw.) des Digital-Museum verknüpft.

## Öffnung der Bilddatei- und Fotorechte
Der größte Teil des Fotomaterials steht auf Grund nationaler oder internationaler Regelungen unter Urheberrecht. Für eine weitere Verwendung dieser Materialien vom Digitalen Museum ebenso wie bei einer weiteren Nachnutzung, müssen daher aktuell die entsprechenden Genehmigung der jeweiligen Museen und der anderen Rechteinhaber gegenseitig vorliegen. Um jedoch eine stärkere Nutzung und Publizierung der digitalen Sammlungen des Museums zu fördern, versuchen die norwegischen Museen, wenn sie selbst im Besitz des Urheberrechts sind oder soweit es in einer anderen Form rechtlich möglich ist, die Bilddateien und Fotos deutlich als Public Domain und andere freie offene Lizenzen zu kennzeichnen. Das Norsk Folkemuseum und das Oslo Museum sind dabei in dieser Hinsicht Vorreiter. Zum 1. September 2012 enthielt das DigitaltMuseum etwa 70.000 Fotografien mit einer Gemeinfreiheit als Public Domain und über 100.000 Fotografien standen unter der freier Lizenz als Creative Commons (CC-Attribution-ShareAlike).